# Jessica Turner
Jessica Turner (Derby, 8 de agosto de 1995) es una atleta británica especialista en los 400 metros vallas.

## Carrera
Debutó en el atletismo en 2011, compitiendo desde entonces en diversos torneos y campeonatos regionales y nacionales dentro de Inglaterra y, posteriormente, británicos. En el año 2013 participó en uno de sus primeros eventos internacionales, el Campeonato Europeo de Atletismo Sub-20, celebrado en la ciudad italiana de Rieti, donde llegó hasta las semifinales, no clasificando hasta la final al quedar octava en la segunda carrera de los 400 metros vallas, con una marca de un minuto y nueve segundos.
En 2014, en el Campeonato Mundial Junior de Atletismo de Eugene (Oregón), en Estados Unidos, continuó parándose en las semifinales, pese a quedar en mejor puesto (quinta en la tercera semifinal), con un tiempo de un minuto y treinta y nueve segundos.
Tras no clasificar para los Juegos Olímpicos de Río 2016, en 2017 destacó por su participación en el Campeonato Europeo de Atletismo Sub-23 de Bydgoszcz (Polonia), donde logró la medalla de plata en los 400 m vallas con 56.08 segundos, lo que supuso su mejor marca personal hasta el momento. Quedó muy cerca del podio también en la modalidad de 4 x 400 m relevos con el equipo británico, cuartos con 3:30,74 minutos. Posteriormente, en el Campeonato Mundial de Atletismo de Londres, no superó la carrera clasificatoria, pese a estar cerca de su mejor marca (56.98 segundos). Por último, en la Universiada de 2017 de Taipéi, logró llegar a la final de los 400 metros vallas, siendo la quinta mejor de la general, con 57.45 segundos.
En 2018, en los Juegos de la Mancomunidad de Gold Coast (Australia), compitiendo bajo la nacionalidad inglesa (no británica al ser competición entre entes de la Commonwealth junto a Escocia o Gales, por ejemplo) no superaba, nuevamente, la carrera clasificatoria, siendo séptima en la segunda serie con 58.26 s.
En 2019 llegaría a la cita del Campeonato Mundial de Atletismo de Doha (Catar) para competir tanto en los 400 metros vallas como con el equipo de 400 en relevos. En la primera modalidad llegaría a las semifinales, bajando su registro hasta los 55.87 segundos. En la segunda las británicas quedaron segundas, con 3:24,99 minutos. No obstante, Turner no disputaría la carrera final, al ser sustituida por Emily Diamond como tercera relevista.
En 2021, tras el parón que buena parte de los deportistas sufrieron el año anterior por la pandemia de coronavirus, Turner compitió en el mes de mayo en los Relevos Mundiales de Chorzów (Polonia), donde el combinado británico, que completaban Ama Pipi, Zoey Clark y Jessie Knight, ganaba su ronda clasificatoria, con una marca de 3:28,83 minutos. Las chichas quedarían terceras en la final, subiendo al podio para lograr el bronce; no obstante, al igual que en Doha en 2019, Turner no la correría, nuevamente siendo suplida por Emily Diamond.
En verano de 2021, Turner viajaba con la delegación británica a Japón para disputar sus primeros Juegos Olímpicos, para competir en los 400 metros vallas. Superó la primera carrera clasificatoria, corriendo en la cuarta serie, quedando cuarta en la misma, con una marca de 56.83 segundos. Posteriormente, corrió en la tercera semifinal, donde acabó séptima, fuera de la final, con un minuto y treinta y seis segundos.

## Resultados

### Por temporada
| Representando a Reino Unido (así como a Inglaterra) | Representando a Reino Unido (así como a Inglaterra) | Representando a Reino Unido (así como a Inglaterra) | Representando a Reino Unido (así como a Inglaterra) | Representando a Reino Unido (así como a Inglaterra) | Representando a Reino Unido (así como a Inglaterra) |
| --------------------------------------------------- | --------------------------------------------------- | --------------------------------------------------- | --------------------------------------------------- | --------------------------------------------------- | --------------------------------------------------- |
| Año                                                 | Competición                                         | Lugar                                               | Puesto                                              | Modalidad                                           | Marca                                               |
| 2013                                                | Campeonato Europeo de Atletismo Sub-20              | Rieti                                               | 8.ª (SF2)                                           | 400 m vallas                                        | 61.09 s.                                            |
| 2014                                                | Campeonato Mundial Junior de Atletismo              | Eugene                                              | 5.ª (SF3)                                           | 400 m vallas                                        | 60.39 s.                                            |
| 2017                                                | Campeonato Europeo de Atletismo Sub-23              | Bydgoszcz                                           | 2.ª                                                 | 400 m vallas                                        | 56.08 s.                                            |
| 2017                                                | Campeonato Europeo de Atletismo Sub-23              | Bydgoszcz                                           | 4.ª                                                 | 4 x 400 m relevos                                   | 3:30,74 min.                                        |
| 2017                                                | Campeonato Mundial de Atletismo                     | Londres                                             | 6.ª (H2)                                            | 400 m vallas                                        | 56.98 s.                                            |
| 2017                                                | Universiada                                         | Taipéi                                              | 5.ª                                                 | 400 m vallas                                        | 57.45 s.                                            |
| 2018                                                | Juegos de la Mancomunidad                           | Gold Coast                                          | 7.ª (H2)                                            | 400 m vallas                                        | 58.26 s.                                            |
| 2019                                                | Campeonato Mundial de Atletismo                     | Doha                                                | 7.ª (SF3)                                           | 400 m vallas                                        | 55.87 s.                                            |
| 2019                                                | Campeonato Mundial de Atletismo                     | Doha                                                | 2.ª (H2)                                            | 4 x 400 m relevos                                   | 3:24,99 min.                                        |
| 2021                                                | Relevos Mundiales                                   | Chorzów                                             | 1.ª (H3)                                            | 4 x 400 m relevos                                   | 3:28,83 min.                                        |
| 2021                                                | Juegos Olímpicos                                    | Tokio                                               | 7.ª (SF3)                                           | 400 m vallas                                        | 60.36 s.                                            |

### Mejores marcas
| Disciplina                        | Marca        | Lugar        | Fecha                   |
| --------------------------------- | ------------ | ------------ | ----------------------- |
| 200 metros lisos (exterior)       | 24,15 s.     | Loughborough | 10 de mayo de 2017      |
| 400 metros lisos (exterior)       | 52,57 s.     | Mánchester   | 5 de septiembre de 2020 |
| 400 metros lisos (pista cubierta) | 56,28 s.     | Sheffield    | 18 de enero de 2014     |
| 400 metros vallas (exterior)      | 54,77 s.     | Oordegem     | 29 de mayo de 2021      |
| 4 x 400 metros relevos            | 3:29,99 min. | Doha         | 5 de octubre de 2019    |